# 아말피
아말피(이탈리아어: Amalfi)는 이탈리아 캄파니아주 살레르노도 살레르노 만에 위치한 코무네다. 나폴리로부터 남동쪽 47km거리에 있다. 아말피 공국의 수도로 알려져 있으며 839년부터 1200년경까지 지중해 무역에서 강한 영향력을 지녔었다.
1920년대에서 1930년대까지 아말피는 영국의 상류층과 귀족들에게 인기있는 휴가처였다. 아말피는 오늘날에도 아말피 해안에 위치한 포시타노, 라벨로를 비롯한 다른 도시들과 함께 인기있는 관광지이다. 1997년에는 유네스코가 지정한 세계유산에 등재되었다.

## 역사
이 지역에 세워진 아말피 공국은 9세기부터 12세기까지 비잔티움 제국과 이집트, 시리아 등과의 무역을 통해 크게 성장했다. 특히 아말피 법전은 중세 시대 해상법의 표준이 되기도 하였다. 그러나 아말피 공국은 1131년 노르망디에게 정복당하고 1137년 피사에게 약탈당하면서 멸망하고 만다. 1343년에 일어난 해일로 인해 항만과 마을이 크게 파괴되면서 아말피는 쇠퇴하고 만다.

## 교통 수단

### 공항
인근 공항:
- 살레르노 코스타 다말피 공항 (QSR) 45 km
- 나폴리 국제공항 (NAP) 74 km

## 같이 보기
- 소렌토 반도
- 아말피 해안
- 아말피 공국